# Sonnenfinsternis vom 27. Februar 2082
Die ringförmige Sonnenfinsternis vom 27. Februar 2082 wird in ihrer partiellen Sichtbarkeit von fast ganz Südamerika, dem südlichen Teil Nordamerikas, Mittelamerika, dem nordwestlichen Afrika und von Westeuropa und bei Sonnenuntergang, Mitteleuropa beobachtbar sein. Ringförmig ist die Sonnenfinsternis in großen Teilen Perus, Brasilien, Französisch-Guayana, Portugal, Spanien, Frankreich, Schweiz, Italien, Slowenien, Deutschland und in Österreich zu beobachten. Die maximale Dauer der Ringförmigkeit wird im Atlantischen Ozean erreicht: die Dauer der Ringförmigkeit wird 8 Minuten und 11,5 Sekunden betragen.
Diese Finsternis gehört zu einer Serie von acht zentralen Finsternissen im deutschsprachigen Raum, innerhalb von nur 76 Jahren (2075–2151).

## Verlauf
Um 12:50 Uhr (Weltzeit) beginnt der Pfad der Ringförmigkeit etwa 500 km westlich von Südamerika und erreicht erstmals in Peru das Amerikanische Festland.
Die Zone der Ringförmigkeit erstreckt sich über Brasilien und erreicht Französisch-Guayana, dort ist die Mitte der Finsternis um 14:08 UT. Der Höhepunkt wird um 14:40 UT erreicht: Die Ringförmigkeit beträgt dort 8 Minuten und 11 Sekunden.
Erst am Abend erreicht die Ringförmigkeit in Portugal das europäische Festland. Danach durchquert der Pfad den nördlichen Großteil Spaniens und Südfrankreich. Zum Schluss werden die Schweiz, Norditalien und Österreich durchquert, anschließend endet der Pfad der Finsternis in der Steiermark, im Osten Sloweniens bzw. im Norden Kroatiens.
Für Spanien ist dies die dritte und somit die letzte ringförmige Sonnenfinsternis im 21. Jahrhundert.

## Orte in der ringförmigen Zone
| Land                  | Ort        | Dauer    | Uhrzeit (UT) | Bemerkung            |
| --------------------- | ---------- | -------- | ------------ | -------------------- |
| Peru                  | Chimbote   | 6 m 52 s | 13:05        |                      |
| Brasilien             | Manaus     | 7 m 45 s | 13:45        |                      |
| Französisch-Guayana   | Cayenne    | 5 m 9 s  | 14:21        |                      |
| längste Verfinsterung | –          | 8 m 12 s | 14:44        |                      |
| Portugal              | Porto      | 6 m 39 s | 16:28        |                      |
| Spanien               | León       | 6 m 22 s | 16:30        |                      |
| Spanien               | Bilbao     | 6 m 26 s | 16:31        |                      |
| Frankreich            | Bordeaux   | 4 m 37 s | 16:32        | [ Ringf. Sichtb. 1 ] |
| Frankreich            | Toulouse   | 5 m 35 s | 16:33        | [ Ringf. Sichtb. 1 ] |
| Frankreich            | Lyon       | 5 m 45 s | 16:34        | [ Ringf. Sichtb. 1 ] |
| Schweiz               | Genf       | 5 m 26 s | 16:34        | [ Ringf. Sichtb. 1 ] |
| Schweiz               | Bern       | 3 m 40 s | 16:34        | [ Ringf. Sichtb. 1 ] |
| Italien               | Turin      | 5 m 33 s | 16:35        | [ Ringf. Sichtb. 1 ] |
| Italien               | Mailand    | 5 m 42 s | 16:35        | [ Ringf. Sichtb. 1 ] |
| Italien               | Venedig    | 3 m 53 s | 16:35        | [ Ringf. Sichtb. 2 ] |
| Österreich            | Innsbruck  | 5 m 14 s | 16:35        | [ Ringf. Sichtb. 2 ] |
| Österreich            | Salzburg   | 4 m 22 s | 16:34        | [ Ringf. Sichtb. 2 ] |
| Österreich            | Klagenfurt | 5 m 59 s | 16:35        | [ Ringf. Sichtb. 2 ] |
| Österreich            | Graz       | ca. 4 m  | 16:35        | [ Ringf. Sichtb. 3 ] |
| Slowenien             | Ljubljana  | 4 m 53 s | 16:36        | [ Ringf. Sichtb. 2 ] |
| Kroatien              | Zagreb     | ca. 1 m  | 16:35        | [ Ringf. Sichtb. 3 ] |

1. 1 2 3 4 5 6 7  Sonne geht partiell verfinstert unter.
2. 1 2 3 4 5  Sonne steht sehr tief und geht bald nach der Ringförmigkeit partiell verfinstert unter.
3. 1 2  Sonne geht während Ringförmigkeit unter.

## Sichtbarkeit im deutschsprachigen Raum
Außerhalb der Zone der Ringförmigkeit ist die Finsternis im deutschsprachigen Raum im ganzen Verlauf als tiefe partielle Sonnenfinsternis sichtbar. Die geringste Verfinsterung wird im Nordosten in List auf Sylt mit knapp 63 % Bedeckung erreicht.
| Land        | Ort               | Bedeckung | Bemerkung           |
| ----------- | ----------------- | --------- | ------------------- |
| Schweiz     | Bern              | 84 %      | Ringförmig, s. o.   |
| Schweiz     | Basel             | 84 %      | [ Part. Sichtb. 1 ] |
| Österreich  | Salzburg          | 84 %      | Ringförmig, s. o.   |
| Österreich  | Wien              | 84 %      | [ Part. Sichtb. 2 ] |
| Deutschland | München           | 84 %      | [ Part. Sichtb. 3 ] |
| Deutschland | Frankfurt am Main | 77 %      | [ Part. Sichtb. 1 ] |
| Deutschland | Berlin            | 73 %      | [ Part. Sichtb. 3 ] |
| Deutschland | Hamburg           | 68 %      | [ Part. Sichtb. 3 ] |

1. 1 2  Sonne geht partiell verfinstert unter.
2. ↑  Sonne geht vor dem Maximum partiell verfinstert unter.
3. 1 2 3  Sonne steht sehr tief und geht bald nach dem Maximum partiell verfinstert unter.